# NGC 6778
NGC 6778 (również NGC 6785) – mgławica planetarna położona w gwiazdozbiorze Orła.
Została odkryta 21 maja 1825 roku przez Johna Herschela i skatalogowana przez Johna Dreyera jako NGC 6785, jednak pozycja podana przez Herschela obarczona była dużym błędem, przez co przez wiele lat obiekt NGC 6785 uznawany był za zaginiony lub sądzono, że jest to mała grupa gwiazd znajdująca się w błędnej pozycji podanej przez Herschela. Niezależnie mgławicę odkrył ją Albert Marth 25 czerwca 1863 roku, jego obserwacja została skatalogowana przez Dreyera jako NGC 6778.